# 이와이다 사쿠히
이와이다 사쿠히(일본어: 岩井田昨非, 1699년 ~ 1758년)는 일본 에도 시대의 유학자이다. 이름은 기이(希夷), 통칭은 도네리(舎人)로, 사쿠히는 호이다.
1699년(겐로쿠 12년), 시모쓰케노쿠니 호가 군에서 태어났다. 막부의 유학자 가쓰라야마 사이간에게 사사하여 유학에 전념하였다. 1734년, 니혼마쓰번의 가로 니와 다다스케와 친분이 있던 스승 사이간의 추천으로 니혼마쓰 번에 등용되었다. 발탁된 이후 사쿠히는 번주 니와 다카히로와 가로 다다스케를 배경으로 하여 번사들의 반대를 무릅쓰고 교육제도를 비롯한 각 방면의 개혁을 추진하였다. 1749년, 번주 니와 다카쓰네에게 진언하여 번사들을 훈계하기 위한 「계석명비(戒石銘碑)」를 세우게 하였다. 비석에는 '그대의 봉록은 백성의 고혈이다. 백성들은 괴롭히기 쉬워도, 하늘은 속이기 어렵다'(爾俸爾禄 民膏民脂 下民易虐 上天難欺)는 글귀가 새겨져 있다. 그러나 이 글을 '백성들은 괴롭히기 쉬우니 백성들의 고혈을 짜서 그대들의 봉록으로 삼으라'고 잘못 해석한 반대파와 농민들이 잇키를 일으키기도 했다. 오해가 풀리고 잇키가 진압된 후에도 반대파들의 저항이 계속되자 1753년(호레키 3년) 관직에서 물러났다. 1758년(호레키 8년) 음력 3월 14일에 병으로 사망하였다.